# Flip And Flop
Flip And Flop ist ein von Jim Nangano entworfenes Computerspiel, das 1983 von First Star Software für Atari 800, 1984 für Commodore 64 veröffentlicht wurde.

## Übersicht
Flip And Flop ist eine Art Pac-Man in isometrischer Grafik auf Ebenen, die durch Leitern miteinander verbunden sind. Dabei steuert man abwechselnd Flip, ein Känguru, das auf den Ebenen umherspringt und Mitch, einen Affen, der sich von unten an den Ebenen entlanghangelt. Ein Wärter versucht Flip einzufangen, und Mitch wird von einem Netz verfolgt. Es gibt Klebefelder, auf die man Wärter und Netz locken kann und auf denen diese dann einige Sekunden feststecken. Wenn man über den Rand hinausläuft, fällt man vom Spielfeld herunter und verliert ein Leben, genauso, wenn man gefangen wird. Bereits in diesem Level aufgedeckte Felder bleiben dabei allerdings aufgedeckt. Ziel ist, alle markierten Felder abzulaufen und somit aufzudecken. Alle fünf Levels gibt es eine Zwischensequenz mit einer kleinen Zirkusdarbietung.
Es wird gescrollt, wenn sich die Spielfigur dem Bildschirmrand nähert. In Level 13 wird die maximale Spielfeldgröße erreicht, später müssen Felder doppelt aufgedeckt werden, und noch später gibt es keine Klebefelder mehr im Level.

## Kritiken
„Dennoch muß man sagen, daß ‚Flip and Flop‘ von First Star Software ganz klar im Vergleich zu ‚Juice!‘, ‚Slinkey‘ und ‚Q-Bert‘ der beste Vertreter dieser Spielgattung auf Commodore 64 (es gibt auch eine Atari-Version) ist.“

## Clones
1989 erschien für Amiga und Atari ST Clown-O-Mania als ein erweiterter Clone. Positiv anzumerken ist, dass es jetzt mehrere Arten Feinde gibt und man vom Rand nicht mehr herunterfallen konnte.